# شهرستان هاردینگ (نیومکزیکو)
شهرستان هاردینگ، نیومکزیکو یکی از شهرستان‌های شمالی-شمال‌شرقی ایالت نیومکزیکو است. جمعیت این شهرستان بر طبق آمارهای سال ۲۰۱۰ برابر بود با ۶۹۵ نفر که با این حساب، کم‌جمعیت‌ترین شهرستان نیومکزیکو است. مرکز این شهرستان نیز شهر موسکرو است.
نام این شهرستان برگرفته شده از نام رئیس‌جمهور آمریکا، وارن جی. هاردینگ است.

## پیوند
- وب‌گاه رسمی